# Nữ thần Dân chủ

Bức tượng hướng thẳng về tấm ảnh lớn của Mao Trạch Đông

Nữ thần Dân chủ (chữ Hán: 民主女神; bính âm: mínzhǔ nǚshén), cũng được biết với các tên gọi Nữ thần Dân chủ và Tự do, Tinh thần Dân chủ (minzhu jingshen) và Nữ thần Tự do (ziyou nushen), là một bức tượng cao 10 mét (33 ft) được tạo ra trong thời gian có các cuộc biểu tình phản đối ở Thiên An Môn năm 1989.
Bức tượng được xây dựng chỉ trong 4 ngày bằng nhựa cách nhiệt và giấy trên một khung trụ kim loại bởi các sinh viên Học viện Mỹ thuật Trung ương tại Bắc Kinh. Các sinh viên quyết định làm bức tượng càng lớn càng tốt để chính phủ khó có thể tháo dỡ nó xuống. Chính phủ chỉ có thể phá hủy bức tượng mà thôi; một hành động có khả năng châm thêm lời chỉ trích về chính sách của chính phủ; hoặc là chính phủ phải để cho nó đứng yên nơi đó.

## Thiên An Môn

### Ảnh hưởng
Gần cuối tháng 5 năm 1989, phong trào dân chủ tại Thiên An Môn như sắp hồi kết thúc, một sử gia nhớ lại rằng phong trào "có vẻ như đang lắng xuống điểm thấp nhất. Số sinh viên tại quảng trường tiếp tục giảm. Những người còn lại dường như do không có lãnh đạo Chai Ling, đã mệt mỏi và chán nản vì khó khăn trong việc gắn kết phong trào với nhau, đã từ nhiệm lãnh đạo... Quảng trường nhanh chóng trở thành một khu hoang tàn tiêu điều, rác vung vãi khắp nơi và ngập tràn mùi hôi từ các thùng đựng rác và nhà vệ sinh di động quá tải... Thiên An Môn, có lúc là một thanh nam châm thu hút đám đông khổng lồ, trở thành một khu đất trại bê bối mà không ai muốn quan tâm đến nữa. Nhiều người coi sự đấu tranh cho dân chủ đã thất bại". Đó là lúc mà "...một bức tượng điêu khắc thô sơ cao 30 ft (khoảng 10 mét) đã có chỗ đứng trong cuộc đấu tranh dân chủ với biểu tượng đáng ghi nhớ...bức tượng lôi cuốn hàng ngàn người mục kích tìm đến Quảng trường, làm chính quyền tức giận và tuyên bố rằng bức tượng là một kiến trúc "mãi mãi bất hợp pháp" cần phải bị phá đổ".

### Xây dựng
Bức tượng được xây bởi sinh viên Học viện Mỹ thuật Trung ương bắt đầu vào ngày 27 tháng 5 tại viện đại học của họ. Tượng được xây với hy vọng ủng hộ phong trào mà "dường như đang mất động lực; các sinh viên nghi rằng chính phủ đang chờ đợi họ mệt mỏi và rời bỏ Quảng trường". Làm việc với ý thức cơ động và khẩn cấp để tạo ra một hình mẫu mà bức tượng lớn hơn sẽ được dựa theo đó, các sinh viên đã làm lại "một bức tượng đất sét cao nửa mét hình một người đàn ông cầm một cái cán (cờ) bằng hai tay giơ lên và nhô cả sức nặng về phía nó". Họ đã thử nghiệm nó như một bài thực tập trong lớp để chứng minh ảnh hưởng của sự phân chia trọng lượng trên một bức tượng. "Các sinh viên cắt bỏ phần dưới của cái cán và thêm vào một ngọn lửa ở trên đầu để biến nó thành một cây đuốc; họ nâng kéo bức tượng lại theo vị thế đứng thẳng người hơn; họ đổi khuôn mặt của người đàn ông thành phụ nữ, và họ phải thêm vào các nét riêng của phụ nữ để biến người nam ra người nữ". Sau đó họ chuyển các số đo của hình mẫu, điều chỉnh lại cho đúng tỉ lệ lớn hơn bằng nhựa cách nhiệt và rồi điêu khắc nó trở thành tượng đài.
Có nhiều người cho rằng nó giống như tượng Nữ thần Tự do. Tuy nhiên, một nhà điêu khắc, có mặt trong lúc xây dựng tượng là Tsao Tsing-yuan, đã viết rằng các sinh viên quyết định không làm mẫu tượng của họ dựa vào tượng Nữ thần Tự do bởi vì họ lo rằng nó không nguyên bản và "quá rõ ràng là thân Mỹ". Tsao còn ghi nhận rằng sự ảnh hưởng lên bức tượng là công trình của nữ điêu khắc gia người Nga Vera Ignatyevna Mukhina, cộng với trường phái chủ nghĩa hiện thực cách mạng. Tượng của bà là Công nhân và nữ nông trang viên đã ảnh hưởng đặc biệt lên điểm đầu tượng và khuôn mặt tượng.
Khi thời giờ đã đến để đưa các mảnh tượng đến Quảng trường, Cục An ninh Nhà nước biết trước được ý đồ của sinh viên, tuyên bố rằng bất cứ người lái xe tải nào giúp họ sẽ bị tước bằng lái. Các sinh viên mướn sáu xe ba gác ở Bắc Kinh. Bốn chiếc chở các khúc đoạn của bức tượng, và hai xe khác chở dụng cụ cần thiết để dựng tượng. Các sinh viên tung tin sai lạc về việc di chuyển tượng để đánh lừa nhà chức trách và họ đã di chuyển ba đoạn của bức tượng từ Học viện Mỹ thuật Trung ương đến Quảng trường Thiên An Môn bằng con đường khác. Các sinh viên của các học viện khác giúp dựng tượng cùng nắm tay vòng tròn quanh các xe ba gác để bảo vệ trong trường hợp nhà chức trách đến. Trời chập tối ngày 29 tháng 5, với ít hơn 10.000 người biểu tình còn lại tại quảng trường, các sinh viên mỹ thuật dựng các giàn tre và rồi bắt đầu ráp tượng. Quân đội được điều đến để phá vỡ phong trào và việc xây dựng tượng nơi mà "cư dân Bắc Kinh không được vãng lai". Vào khoảng sáng sớm ngày 30 tháng 5, bức tượng đã được lắp ráp hoàn chỉnh tại Quảng trường Thiên An Môn. Bức tượng đứng trên trục nam-bắc của quảng trường, giữa Tượng đài Anh hùng Nhân dân và Thiên An Môn (bức tượng hướng mặt thẳng về một tấm ảnh lớn của Mao Trạch Đông). Không biết đó có phải là chủ ý của các sinh viên hay không, "hàng chục máy ảnh truyền hình chuyên nghiệp đã quay cảnh đối đầu thầm lặng và thật mỉa mai này giữa Nữ thần và Chủ tịch". Khi đến giờ để thật sự khánh thành bức tượng vào ngày 30 tháng 5 năm 1989, hai cư dân Bắc Kinh, một nam và một nữ, ngẫu nhiên được chọn từ trong đám đông và được mời vào vòng tròn để kéo dây hạ các bức màn vải màu đỏ và xanh che tượng. Đám đông phát cười lên và hô vang các khẩu hiệu như "Dân chủ muôn năm!". Với việc xây dựng xong bức tượng, "Các sinh viên mà tinh thần bị giảm sút trước đây nay đã được phục hồi, thông báo họ quyết định tiếp tục chiếm giữ Quảng trường". Trong khi chỉ có khoảng 10.000 người tại quảng trường vào ngày 29, với việc khánh thành bức tượng "Có đến 300.000 người mục kích tụ tập về quảng trường vào ngày 30 và 31 tháng 5 năm 1989".

### Tuyên ngôn của những người tạo ra bức tượng
Các sinh viên Mỹ thuật tạo ra bức tượng viết một tuyên ngôn trong đó có những đoạn như sau:
| “ | Trong khoảnh khắc nghiệt ngã này, những gì chúng ta cần nhất là bình tĩnh và đoàn kết trong một mục tiêu duy nhất. Chúng ta cần một lực lượng dính kết mạnh mẽ để tăng cường quyết tâm của chúng ta: Kia là Nữ thần Dân chủ. Dân chủ...Người là biểu tượng của mọi sinh viên trong Quảng trường, của mọi trái tim của hàng triệu con người...Hôm nay, tại đây trong Quảng trường Nhân dân, Nữ thần của nhân dân đang đứng cao và tuyên bố đến toàn thế giới: Lương tâm của Dân chủ đã thức tỉnh trong người dân Trung Hoa! Thời đại mới đã bắt đầu!...Tượng Nữ thần Dân chủ làm bằng thạch cao, và dĩ nhiên là không thể đứng đây vĩnh viễn. Nhưng vì là biểu tượng cho những trái tim của nhân dân, Nữ thần là thiêng liêng và sẽ không bị xúc phạm. Gởi đến những người muốn bôi nhọ Nữ thần hãy lưu ý: nhân dân sẽ không cho phép!...Trong ngày khi mà dân chủ và tự do thật sự đến với Trung Hoa, chúng ta sẽ dựng một Nữ thần Dân chủ khác tại đây trong Quảng trường này, gồm có tượng đài, tháp và vĩnh viễn. Chúng ta có niềm tin mạnh mẽ rằng ngày đó cuối cùng cũng sẽ đến. Chúng ta cũng có một hy vọng khác nữa: Nhân dân Trung Hoa, hãy đứng dậy! Dựng tượng Nữ thần Dân chủ trong triệu triệu con tim của mình! Nhân dân muôn năm! Tự do muôn năm! Dân chủ muôn năm!" | ” |

Bài viết được 8 ban ngành mỹ thuật ủng hộ việc tạo ra bức tượng ký tên:
- Học viện Mỹ thuật Trung ương
- Học viện Nghệ thuật và Thủ công Trung ương
- Học viện Kịch nghệ Trung ương
- Học viện Âm nhạc Trung ương
- Học viện Điện ảnh Bắc kinh
- Học viện Múa Bắc kinh
- Học viện Nghệ thuật Sân khấu Trung Hoa
- Học viện Âm nhạc cổ truyền[2]

Toàn bài tuyên ngôn được viết "đẹp hơn là thô thiển" trên một băng vải dài đặt gần bức tượng, và được đọc toàn bộ bởi một nữ sinh viên "với giọng phổ thông rất hay" đến từ Học viện Phát thanh.

### Đại học Dân chủ
Vào ngày 3 tháng 6, mặt dù quân đội chính phủ đang trong vị trí sẵn sàng dẹp tan sinh viên, tiếng vỗ tay bộc phát lên từ những người đứng quanh tượng khi được thông báo là trường Đại học Dân chủ sẻ bắt đầu lớp học ngay lúc đó tại quảng trường, với Zhang Boli được bổ nhiệm là chủ tịch của trường. Ngay khi lớp học bắt đầu bên cạnh bức tượng, từ bên phía tây của quảng trường và tại Muxidi (木樨地) hàng ngàn sinh viên tiến hành ngăn cản Quân đoàn 27 được trang bị với xe tăng, vũ khí tấn công và súng trường. Máu bắt đầu đổ vào khoảng 10:30 tối.

### Nữ thần bị hạ xuống
Binh sĩ có thể thong thả với thời gian hoạch định tới quảng trường vào ngày 4 tháng 6 năm 1989 lúc 1 giờ sáng bằng cách sử dụng xe tăng và thiết vận xa. Nữ thần Dân chủ chỉ đứng được năm ngày trước khi bị binh sĩ của Quân đội Giải phóng Nhân dân phá hủy trong cuộc tiến công vào Thiên An Môn và kết thúc Phong trào Dân chủ. Việc triệt hạ tượng Nữ thần Dân chủ được hàng triệu người khắp nơi trên thế giới mục kích qua truyền hình. "Bị một xe tăng ủi, Nữ thần ngã về phía trước bên phải, hai tay và ngọn đuốc đập xuống mặt đất trước tiên, gãy ra". Khi bức tượng ngã xuống, những người biểu tình hô to "Đả đảo bọn Phát Xít!" và "Bọn cướp! Bọn cướp!". Nó "nhanh chóng và dễ dàng biến thành từng mảnh vụn, trộn vào những mảnh vụn khác trong quảng trường. Và rồi bị quân đội dọn dẹp sạch". Khoảng 5:40 sáng một cuộc dàn xếp thỏa thuận cho phép các sinh viên còn lại rời góc phía đông nam của quảng trường. Quân đội hoàn tất nhiệm vụ dọn dẹp quảng trường vào lúc 6 giờ sáng. Các vụ đụng độ vẫn tiếp tục trong thành phố và các thành phố khác khắp Trung Hoa.

## Các bản sao của Bức tượng

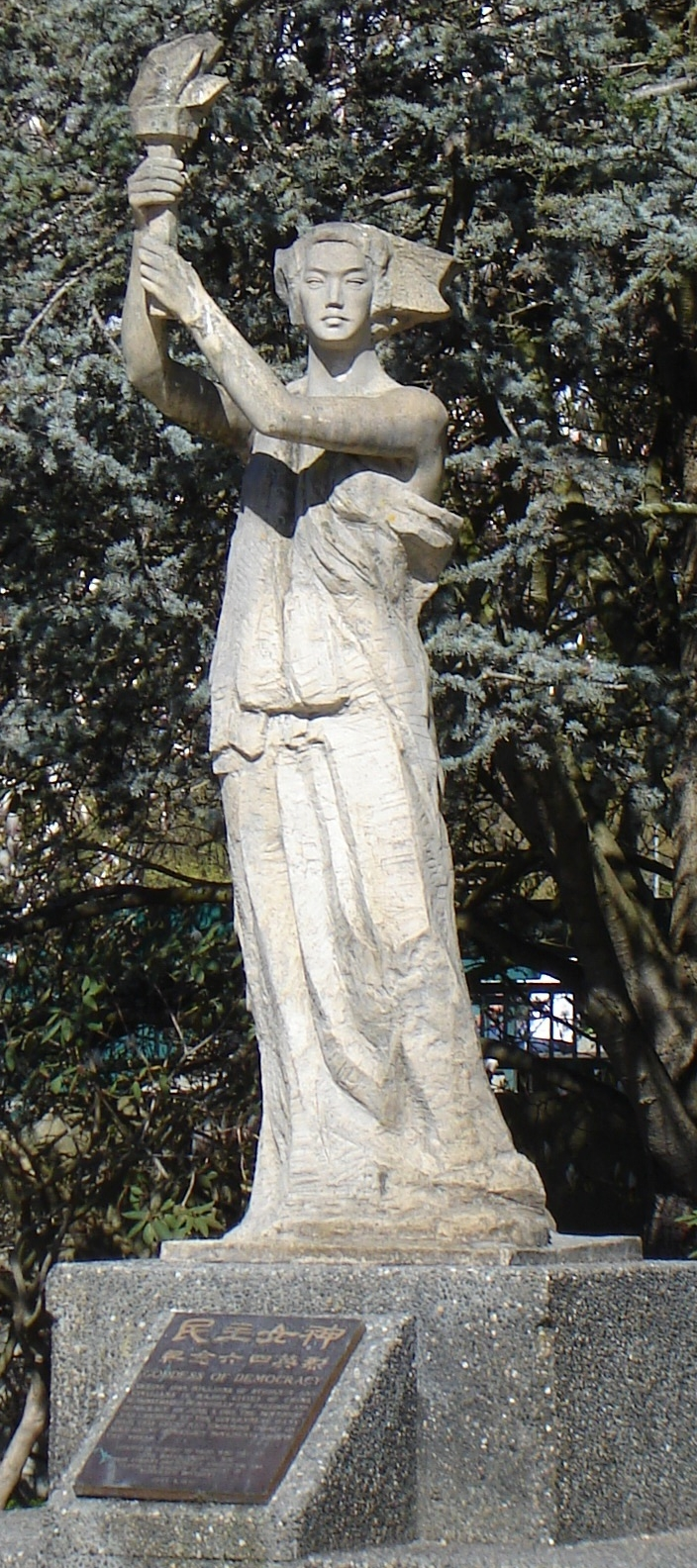
Bản sao của bức tượng tại Đại học British Columbia

Bức tượng nguyên thủy đã trở thành một hình tượng tự do và là một biểu tượng của tự do ngôn luận và các phong trào dân chủ. Chính phủ Trung Quốc cố giữ khoảng cách không bàn luận về bức tượng nguyên thủy hoặc về vụ biểu tình ở Quảng trường Thiên An Môn, và trong trường hợp của Đài Tưởng niệm Nạn nhân của Chủ nghĩa Cộng sản gọi việc xây một bản sao của bức tượng là một "mưu đồ phỉ báng Trung Hoa".
Một vài bản sao của bức tượng đã được dựng lên khắp thế giới để kỷ niệm các sự kiện năm 1989:
- Một bản sao được dựng lên trong một lễ cầu nguyện với sự tham dự của hàng ngàn người trong Công viên Victoria, Hồng Kông ngày 4 tháng 6 năm 1996.
- Một bức điêu khắc bằng đồng được bắt đầu làm trong năm 1989, khánh thành năm 1994, bởi Thomas Marsh, hướng dẫn một nhóm người thiện nguyện. Nó nặng khoảng 600 cân Anh (272 kg) và đứng trong Quảng trường Portsmouth, ở Phố Tàu của San Francisco.
- Một bản sao ở Đại học British Columbia, được dựng lên bởi hội cựu sinh viên của trường.
- Một bản sao đứng khu giải lao Trung tâm Học sinh ở Đại học York tại Toronto, Ontario.
- Một bản sao đứng trong Công viên Tự do một bảo tàng ngoài trời tại Arlington, Virginia.
- Một bản sao bằng sợi thủy tinh của một nghệ nhân không rõ tên được dựng lên ở Đại học Calgary năm 1995, tưởng niệm các học sinh chết trong cuộc nổi dậy sáu năm trước đó.
- Phần thưởng Dân chủ Lưu trữ ngày 15 tháng 6 năm 2007 tại Wayback Machine được trao tặng bởi National Endowment for Democracy là một bản sao nhỏ bức tượng Nữ thần Dân chủ.
- Một bản sao bằng đồng cao 3 mét, Đài Tưởng niệm Nạn nhân của Chủ nghĩa Cộng sản, ở tại Washington, D.C.

Tsao Tsing-yuan, một cố vấn cho các sinh viên xây dựng bức tượng nguyên thủy, viết "Chính tôi hình dung được một ngày khi có một bản sao khác cũng lớn bằng bức tượng nguyên thủy và vĩnh viễn đứng tại Quảng trường Thiên An Môn cùng với tên những người đã mất ở đó được viết bằng vàng trên bệ đứng của bức tượng. Nó có thể đứng vững ở đó sau khi Lăng của Mao Chủ tịch đến lượt phải bị lôi xuống".